# Coordinamento interassociativo volontari italiani del sangue
Il Coordinamento interassociativo dei volontari italiani del sangue (CIVIS) è una organizzazione italiana non a scopo di lucro, che riunisce le più importanti associazioni in Italia per quanto riguarda la promozione e sensibilizzazione alla racconta del sangue ed emocomponenti, istituito e fondato a Perugia nel 1995.
Fanno parte di Civis Avis, Fidas, Fratres e Croce Rossa Italiana.

## Finalità e compiti
Il CIVIS ha il compito di coordinare e rappresentare le associazioni e federazioni per rappresentarle con voce univoca nei confronti delle pubbliche istituzioni, ad esempio il Centro nazionale sangue.